# Выход через сувенирную лавку
«Вы́ход че́рез сувени́рную ла́вку» (англ. Exit Through the Gift Shop) — британо-американский полнометражный документальный фильм 2010 года режиссёра Бэнкси про «уличных» художников, в том числе и про самого Бэнкси. Фильм был номинирован Американской киноакадемией на премию «Оскар» 2011 года в категории «Лучший документальный полнометражный фильм».
Ведутся споры относительно того, является ли фильм документальным или псевдодокументальным.

## О фильме
Фильм начинается с рассказа Тьерри Гетта́, француза, поселившегося в Лос-Анджелесе, который был очарован искусством граффити и потратил многие годы, документируя на видеокамеру работу знаменитых граффити-артистов. Конфликт в фильме происходит, когда Бэнкси становится кинорежиссёром, а Тьерри — граффити-артистом под псевдонимом Мистер Мозгоправ (Mr. Brainwash).
Фильм был показан на кинофестивале «Сандэнс» 24 января 2010 года. Фильм включает в себя самые известные надписи и граффити на стенах, в том числе работы Захватчика, Шепарда Фейри и Бэнкси, хотя лицо последнего никогда не показывают, а его голос искажён, чтобы сохранить анонимность.

## Критика
Фильм получил в основном положительные отзывы критиков, на сайте Rotten Tomatoes рейтинг у фильма составляет 96 %, на основании 115 рецензий критиков, со средней оценкой 8,1 из 10. На сайте Metacritic фильм получил 85 баллов из 100 на основе 27 обзоров.
Одной из главных тем в отзывах стал вопрос: является ли фильм тщательно продуманной уловкой Бэнкси, или Гетта — настоящий художник, который стал в итоге мистером Мозгоправом?
Кинокритику Ти Берру фильм показался интересным как своего рода фарс, в своей рецензии он наградил его четырьмя звёздами. Роджер Эберт дал этому фильму 3,5 звезды из 4. Рецензент кино из «Нью-Йорк Таймс» Джиннетт Кэтсуис назвал фильм новым видом поджанра — «prankumentary» (от prank «шутка» + documentary «документальный»).

## Награды и номинации
- 2010 — номинация на Премию британского независимого кино за лучший документальный фильм
- 2011 — номинация на премию «Оскар» за лучший документальный фильм (Бэнкси, Джейми Д’Круз)
- 2011 — номинация на премию BAFTA за лучший дебют британского сценариста, режиссёра или продюсера (Бэнкси, Джейми Д’Круз)
- 2011 — премия «Независимый дух» за лучший документальный фильм (Бэнкси)